# ライコスクリップ
ライコスクリップはライコスジャパン株式会社（旧・株式会社TAON）が運営していたブログ検索サービス。動画クリップ、イメージクリップ、ブログクリップの三つのカテゴリーで検索してブログ上の動画・静止画・テキストを閲覧する。2007年3月22日に開始。なお、運営するライコスジャパンはかつてポータルサイトなどを展開していた同名の会社とは組織が異なる。